# Роткирх, Матильда
Баронесса Матильда Вильгельмина Роткирх (швед. Mathilda Wilhelmina Rotkirch; 28 июля 1813, Стенсбёле — 6 марта 1842, Або) — российская финляндская художница.

## Биография
Родилась в дворянской семье. Отец будущей художницы, Карл Фридрих Роткирх (1775—1832), выходец из шведско-немецкого дворянского рода, во время занятия Финляндии русскими войсками одним из первых перешёл к сотрудничеству с Россией, по собственной инициативе встречался с русским главнокомандующим генералом Буксгевденом. В российском Великом княжестве Финляндском Карл Фридрих Роткирх был возведён в баронское достоинство и был награждён орденом Святой Анны I степени (со звездой и лентой).
Мать будущей художницы, Августа Фредерика Элизабет Аминофф, происходила из старинного шведского дворянского рода Аминофф (Аминовы) первоначально русского происхождения (так называемые шведские бояре, покинувшие Новгород Великий вместе с отступавшими войсками Делагарди).
Семья проживала в собственно поместье в Стенсбёле в окрестностях Гельсингфорса (ныне Кивикко, пригород Хельсинки). В 1817 году семья переехала в Ваасу, где глава семьи был сделан председателем гофгерихта (апелляционного суда).
Заинтересовавшись живописью, Матильда Роткирх отправилась в Швецию, где жила в Стокгольме и брала частные уроки у художников Ю. Г. Сандберга и Р. В. Экмана, преподавателей шведской Королевской академии художеств (куда в те годы не принимали женщин). В дальнейшем Матильда совершила путешествие в Германию, Италию и Францию, где значительно пополнила свои знания о живописи старых мастеров. Вернувшись в 1841 году в Россию, Роткирх жила в Або (ныне — Турку), где скончалась от болезни лёгких уже через год, в 1842 году, в возрасте 28 лет.
Несмотря на раннюю кончину, Матильда Роткирх успела заявить о себе, как о художнице с хорошо поставленной академической манерой письма. Её работы, среди которых выделяются портреты, сегодня хранятся в Художественном музее Атенеум, галерее Сигнеуса (временно закрыта с 2014 года), а также в коллекции её родной усадьбы Стенсбёле.
Портрет Матильды, размещённый в шаблоне справа, был выполнен её учителем, Р. В. Экманом. Существует и другой, предполагаемый портрет Матильды, в составе более крупной картины шведской художницы Софии Адлерспаре, также бравшей уроки у Ю. Г. Сандберга.

## Галерея

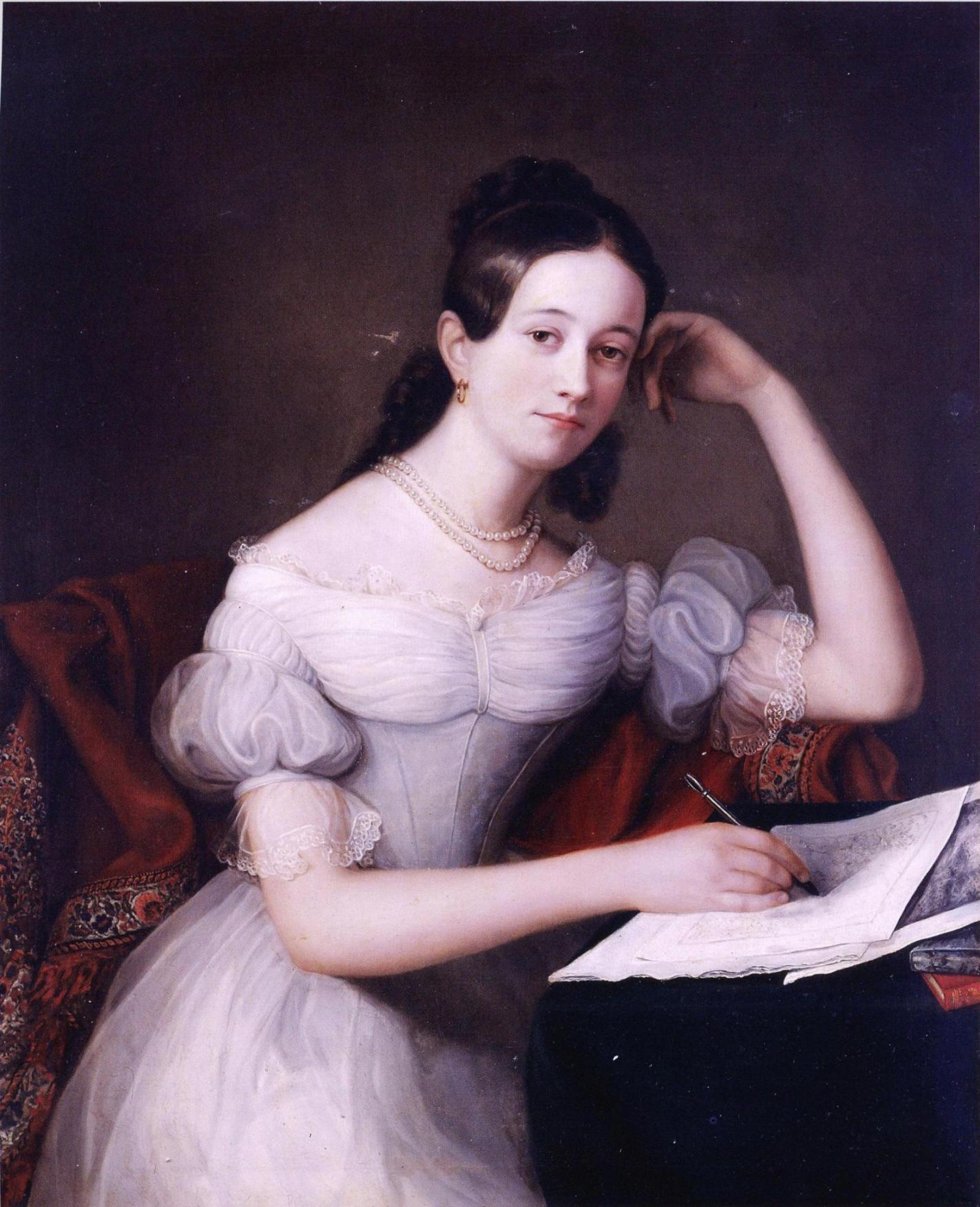
Портрет сестры, Авроры Терезы Роткирх.
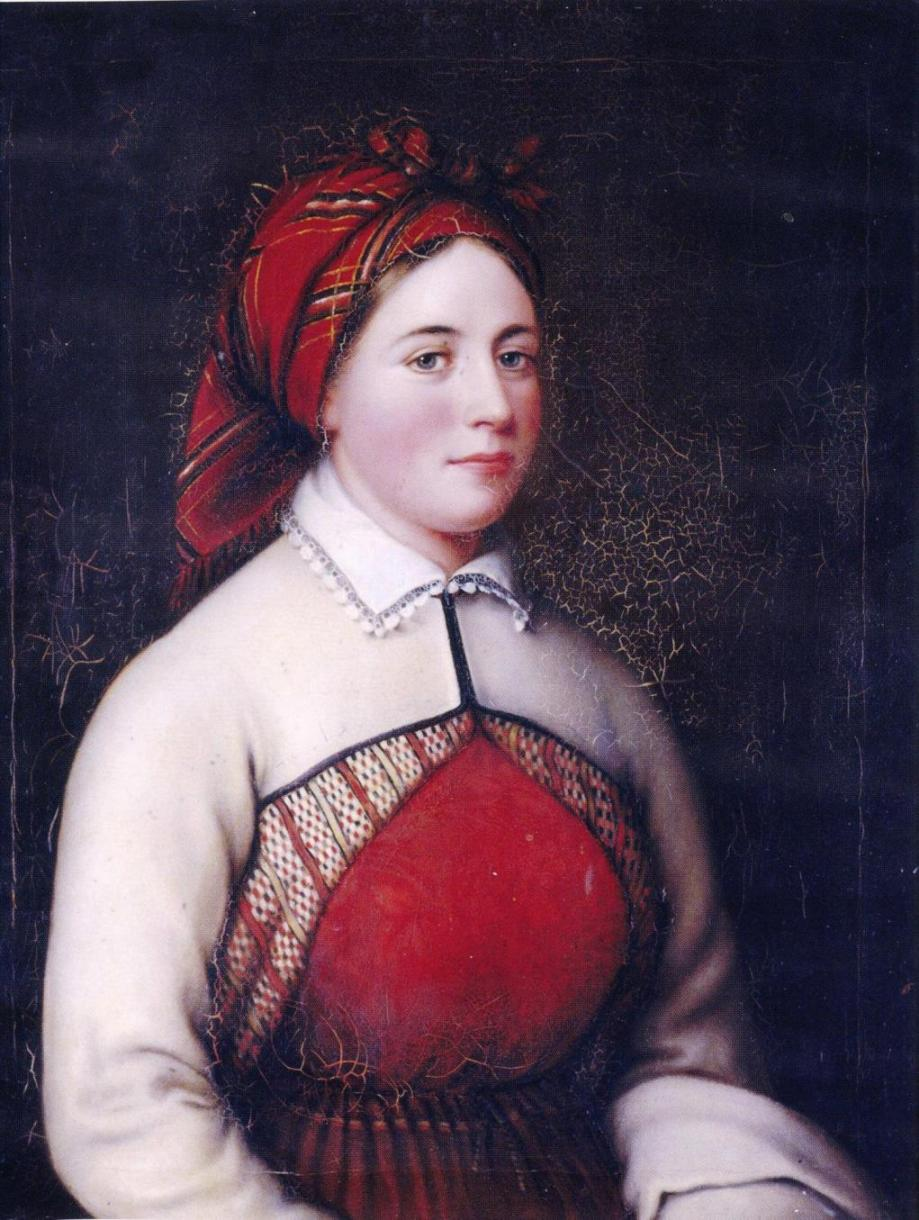
Крестьянская девушка.